# Enclavement (médecine)
Pour les articles homonymes, voir Enclavement.
L'enclavement de la présentation est aujourd'hui une complication extrêmement rare de l'accouchement. Elle résulte d'une incompatibilité entre le diamètre requis par la présentation de l'enfant et le diamètre du bassin maternel. Pour que le problème survienne il faut que cette incompatibilité soit non seulement ignorée par l'accoucheur, mais également négligée pendant un certain temps. Observée encore au XIXe siècle lors d'accouchements non surveillés, on n'en rencontre plus aujourd'hui[réf. souhaitée].
Si la présentation de l'enfant est incompatible avec un accouchement par voie vaginale (présentation du front par exemple) et si on laisse évoluer le travail sans rien faire, la force des contractions utérines aboutit à un « compactage » des os du crâne fœtal, qui finit par s'enclaver dans le bassin, sans pouvoir progresser plus. Il va de soi qu'on aboutit à la mort de l'enfant, puis à la rupture de l'utérus et à la mort maternelle par hémorragie et infection péritonéale.
La médicalisation de l'accouchement permet de diagnostiquer suffisamment tôt l'incompatibilité entre le volume fœtal et le bassin maternel, et la décision de césarienne est prise bien avant que cette complication fœtale grave ne survienne.